# Melomys aerosus
Melomys aerosus — вид гризунів родини Muridae. Цей вид є ендемічним для острова Серам архіпелагу Малукських островів в Індонезії. Зустрічається на висоті 650–1830 метрів. Наразі він відомий з трьох місць: гора Манусела в національному парку Манусела, гора Хоаулу та поблизу Каніке.

## Морфологічна характеристика
Гризун середнього розміру з довжиною голови й тіла від 150 до 160 мм, довжиною хвоста від 125 до 138 мм, довжиною стопи від 31 до 34 мм і довжиною вуха від 16 до 18 мм. Хутро щільне і тонке. Верхні частини темно-мідного кольору, дуже різноманітні за відтінком і часто з іржастими відблисками на нижній частині спини, тоді як черевні частини трохи світліші. Ноги коричневі. Хвіст коротший за голову та тіло, рівномірно чорнувато-коричневий, із приблизно 13 кільцями лусочок на сантиметр, кожне з яких супроводжується 3 волосками.

## Спосіб життя
Це деревний вид. Він спускається на землю, щоб нагодуватися.